# César/Bester Film

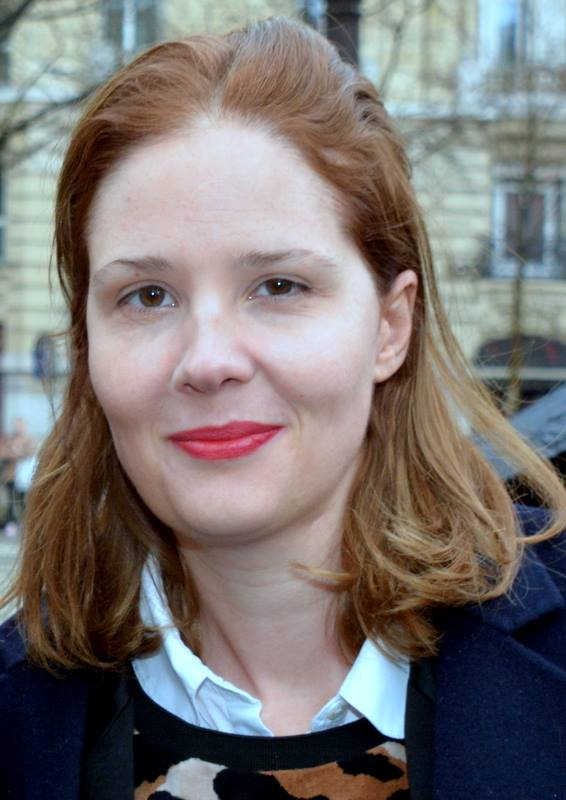
Preisträger 2024: Das Justizdrama Anatomie eines Falls von Justine Triet

Der César in der Kategorie Bester Film (Meilleur film) wird seit 1976 verliehen. Die Mitglieder der Académie des Arts et Techniques du Cinéma vergeben ihre Auszeichnungen für die besten Filmproduktionen und Filmschaffenden rückwirkend für das vergangene Kinojahr.
Zwischen 2016 und 2020 verhinderte eine Richtlinie, dass ein Film sowohl in der Kategorie Bester Film als auch Beste Regie ausgezeichnet werden konnte.
| Statistik                         | Film                        | Anzahl | Jahr |
| --------------------------------- | --------------------------- | ------ | ---- |
| Häufigste Auszeichnungen          | Cyrano von Bergerac         | 10     | 1991 |
| Häufigste Auszeichnungen          | Die letzte Metro            | 10     | 1981 |
| Häufigste Nominierungen           | Verlorene Illusionen        | 15     | 2022 |
| Häufigste Nominierungen ohne Sieg | Camille – Verliebt nochmal! | 13     | 2013 |

Die unten aufgeführten Filme werden mit ihrem deutschen Verleihtitel (sofern ermittelbar) angegeben, danach folgt in Klammern in kursiver Schrift der französische Originaltitel und der Name des Regisseurs. Die Nennung des französischen Originaltitels entfällt, wenn deutscher und französischer Filmtitel identisch sind. Die Gewinner stehen hervorgehoben an erster Stelle.

## 1970er-Jahre
1976
Das alte Gewehr (Le vieux fusil) – Regie: Robert Enrico
- Cousin, Cousine (Cousin, cousine) – Regie: Jean-Charles Tacchella
- Quartett Bestial (Sept morts sur ordonnance) – Regie: Jacques Rouffio
- Wenn das Fest beginnt … (Que la fête commence …) – Regie: Bertrand Tavernier

1977
Monsieur Klein – Regie: Joseph Losey
- Barocco – Regie: André Téchiné
- Der Richter und der Mörder (Le juge et l’assassin) – Regie: Bertrand Tavernier
- Unser Weg ist der beste (La meilleure façon de marcher) – Regie: Claude Miller

1978
Providence – Regie: Alain Resnais
- Der Haudegen (Le crabe-tambour) – Regie: Pierre Schœndœrffer
- Die Spitzenklöpplerin (La dentellière) – Regie: Claude Goretta
- Wir kommen alle in den Himmel (Nous irons tous au paradis) – Regie: Yves Robert

1979
Das Geld der anderen (L’argent des autres) – Regie: Christian de Chalonge
- Eine einfache Geschichte (Une histoire simple) – Regie: Claude Sautet
- Molière – Regie: Ariane Mnouchkine
- Ohne Datenschutz (Le dossier 51) – Regie: Michel Deville

## 1980er-Jahre
1980
Tess – Regie: Roman Polański
- Don Giovanni – Regie: Joseph Losey
- I wie Ikarus (I comme Icare) – Regie: Henri Verneuil
- Die Liebe einer Frau (Clair de femme) – Regie: Costa-Gavras

1981
Die letzte Metro (Le dernier métro) – Regie: François Truffaut
- Der Loulou (Loulou) – Regie: Maurice Pialat
- Mein Onkel aus Amerika (Mon oncle d’Amérique) – Regie: Alain Resnais
- Rette sich, wer kann (das Leben) (Sauve qui peut (la vie)) – Regie: Jean-Luc Godard

1982
Am Anfang war das Feuer (La guerre du feu) – Regie: Jean-Jacques Annaud
- Ein jeglicher wird seinen Lohn empfangen … (Les uns et les autres) – Regie: Claude Lelouch
- Der Saustall (Coup de torchon) – Regie: Bertrand Tavernier
- Das Verhör (Garde à vue) – Regie: Claude Miller

1983
La Balance – Der Verrat (La balance) – Regie: Bob Swaim
- Danton – Regie: Andrzej Wajda
- Passion – Regie: Jean-Luc Godard
- Ein Zimmer in der Stadt (Une chambre en ville) – Regie: Jacques Demy

1984
Auf das, was wir lieben (À nos amours) – Regie: Maurice Pialat

Le Bal – Der Tanzpalast (Le bal) – Regie: Ettore Scola
- Am Rande der Nacht (Tchao pantin) – Regie: Claude Berri
- Entre Nous – Träume von Zärtlichkeit (Coup de foudre) – Regie: Diane Kurys
- Ein mörderischer Sommer (L’été meurtrier) – Regie: Jean Becker

1985
Die Bestechlichen (Les ripoux) – Regie: Claude Zidi
- Carmen – Regie: Francesco Rosi
- Liebe bis in den Tod (L’amour à mort) – Regie: Alain Resnais
- Ein Sonntag auf dem Lande (Un dimanche à la campagne) – Regie: Bertrand Tavernier
- Vollmondnächte (Les nuits de la pleine lune) – Regie: Éric Rohmer

1986
Drei Männer und ein Baby (Trois hommes et un couffin) – Regie: Coline Serreau
- Das freche Mädchen (L’effrontée) – Regie: Claude Miller
- Gefahr im Verzug (Péril en la demeure) – Regie: Michel Deville
- Subway – Regie: Luc Besson
- Vogelfrei (Sans toit ni loi) – Regie: Agnès Varda

1987
Thérèse – Regie: Alain Cavalier
- Abendanzug (Tenue de soirée) – Regie: Bertrand Blier
- Betty Blue – 37,2 Grad am Morgen (37° 2 le matin) – Regie: Jean-Jacques Beineix
- Jean Florette (Jean de Florette) – Regie: Claude Berri
- Mélo – Regie: Alain Resnais

1988
Auf Wiedersehen, Kinder (Au revoir les enfants) – Regie: Louis Malle
- Am großen Weg (Le grand chemin) – Regie: Jean-Loup Hubert
- Die Sonne Satans (Sous le soleil de Satan) – Regie: Maurice Pialat
- Die Unschuldigen (Les innocents) – Regie: André Téchiné
- Ein unzertrennliches Gespann (Tandem) – Regie: Patrice Leconte

1989
Camille Claudel – Regie: Bruno Nuytten
- Der Bär (L’ours) – Regie: Jean-Jacques Annaud
- Im Rausch der Tiefe (Le grand bleu) – Regie: Luc Besson
- Das Leben ist ein langer, ruhiger Fluß (La vie est un long fleuve tranquille) – Regie: Étienne Chatiliez
- Die Vorleserin (La lectrice) – Regie: Michel Deville

## 1990er-Jahre
1990
Zu schön für Dich (Trop belle pour toi) – Regie: Bertrand Blier
- Das Leben und nichts anderes (La vie et rien d’autre) – Regie: Bertrand Tavernier
- Nächtliches Indien (Nocturne indien) – Regie: Alain Corneau
- Die Verlobung des Monsieur Hire (Monsieur Hire) – Regie: Patrice Leconte
- Eine Welt ohne Mitleid (Un monde sans pitié) – Regie: Éric Rochant

1991
Cyrano von Bergerac (Cyrano de Bergerac) – Regie: Jean-Paul Rappeneau
- Der kleine Gangster (Le petit criminel) – Regie: Jacques Doillon
- Der Mann der Friseuse (Le mari de la coiffeuse) – Regie: Patrice Leconte
- Nikita – Regie: Luc Besson
- Uranus – Regie: Claude Berri

1992
Die siebente Saite (Tous les matins du monde) – Regie: Alain Corneau
- Merci la vie – Regie: Bertrand Blier
- Die schöne Querulantin (La belle noiseuse) – Regie: Jacques Rivette
- Van Gogh – Regie: Maurice Pialat

1993
Wilde Nächte (Les nuits fauves) – Regie: Cyril Collard
- Auf offener Straße (L. 627) – Regie: Bertrand Tavernier
- Der Flug des Schmetterlings (Le petit prince a dit) – Regie: Christine Pascal
- Ein Herz im Winter (Un cœur en hiver) – Regie: Claude Sautet
- Indochine – Regie: Régis Wargnier
- Die Krise (La crise) – Regie: Coline Serreau

1994
Smoking / No Smoking – Regie: Alain Resnais
- Die Besucher (Les visiteurs) – Regie: Jean-Marie Poiré
- Drei Farben: Blau (Trois couleurs: Bleu) – Regie: Krzysztof Kieślowski
- Germinal – Regie: Claude Berri
- Meine liebste Jahreszeit (Ma saison préférée) – Regie: André Téchiné

1995
Wilde Herzen (Les roseaux sauvages) – Regie: André Téchiné
- Die Bartholomäusnacht (La reine Margot) – Regie: Patrice Chéreau
- Drei Farben: Rot (Trois couleurs: Rouge) – Regie: Krzysztof Kieślowski
- Léon – Der Profi (Léon) – Regie: Luc Besson
- Der Lieblingssohn (Le fils préféré) – Regie: Nicole Garcia

1996
Hass (La haine) – Regie: Mathieu Kassovitz
- Biester (La cérémonie) – Regie: Claude Chabrol
- Eine Frau für Zwei (Gazon maudit) – Regie: Josiane Balasko
- Das Glück liegt in der Wiese (Le bonheur est dans le pré) – Regie: Étienne Chatiliez
- Der Husar auf dem Dach (Le hussard sur le toit) – Regie: Jean-Paul Rappeneau
- Nelly & Monsieur Arnaud (Nelly et Mr Arnaud) – Regie: Claude Sautet

1997
Ridicule – Von der Lächerlichkeit des Scheins (Ridicule) – Regie: Patrice Leconte
- Auch Männer mögen’s heiß! (Pédale douce) – Regie: Gabriel Aghion
- Diebe der Nacht (Les voleurs) – Regie: André Téchiné
- Hauptmann Conan und die Wölfe des Krieges (Capitaine Conan) – Regie: Bertrand Tavernier
- Mikrokosmos – Das Volk der Gräser (Microcosmos, le peuple de l’herbe) – Regie: Claude Nuridsany und Marie Pérennou
- Typisch Familie! (Un air de famille) – Regie: Cédric Klapisch

1998
Das Leben ist ein Chanson (On connaît la chanson) – Regie: Alain Resnais
- Duell der Degen (Le bossu) – Regie: Philippe de Broca
- Das fünfte Element (The Fifth Element) – Regie: Luc Besson
- Marius und Jeannette – Eine Liebe in Marseille (Marius et Jeannette) – Regie: Robert Guédiguian
- Western – Regie: Manuel Poirier

1999
Liebe das Leben (La vie rêvée des anges) – Regie: Erick Zonca
- Dinner für Spinner (Le dîner de cons) – Regie: Francis Veber
- Place Vendôme – Regie: Nicole Garcia
- Taxi – Regie: Gérard Pirès
- Wer mich liebt, nimmt den Zug (Ceux qui m’aiment prendront le train) – Regie: Patrice Chéreau

## 2000er-Jahre
2000
Schöne Venus (Venus beauté (institut)) – Regie: Tonie Marshall
- Est-Ouest – Eine Liebe in Russland (Est-Ouest) – Regie: Régis Wargnier
- Die Frau auf der Brücke (La fille sur le pont) – Regie: Patrice Leconte
- Johanna von Orleans (The Messenger: The Story of Joan of Arc) – Regie: Luc Besson
- Ein Sommer auf dem Lande (Les enfants du marais) – Regie: Jean Becker

2001
Lust auf Anderes (Le goût des autres) – Regie: Agnès Jaoui
- Une affaire de goût – Regie: Bernard Rapp
- Harry meint es gut mit dir (Harry, un ami qui vous veut du bien) – Regie: Dominik Moll
- Mörderisches Dienstmädchen (Les blessures assassines) – Regie: Jean-Pierre Denis
- Die Schule der verlorenen Mädchen (Saint-Cyr) – Regie: Patricia Mazuy

2002
Die fabelhafte Welt der Amélie (Le fabuleux destin d’Amélie Poulain) – Regie: Jean-Pierre Jeunet
- Chaos – Regie: Coline Serreau
- Lippenbekenntnisse (Sur mes lèvres) – Regie: Jacques Audiard
- Die Offizierskammer (La chambre des officiers) – Regie: François Dupeyron
- Unter dem Sand (Sous le sable) – Regie: François Ozon

2003
Der Pianist (The Pianist) – Regie: Roman Polański
- 8 Frauen (8 femmes) – Regie: François Ozon
- L’auberge espagnole – Regie: Cédric Klapisch
- Sein und Haben (Être et avoir) – Regie: Nicolas Philibert
- Der Stellvertreter (Amen) – Regie: Costa-Gavras

2004
Die Invasion der Barbaren (Les invasions barbares) – Regie: Denys Arcand
- Bon Voyage – Regie: Jean-Paul Rappeneau
- Gefühlsverwirrungen (Les sentiments) – Regie: Noémie Lvovsky
- Das große Rennen von Belleville (Les triplettes de Belleville) – Regie: Sylvain Chomet
- Nicht auf den Mund (Pas sur la bouche) – Regie: Alain Resnais

2005
L’Esquive (L’esquive) – Regie: Abdellatif Kechiche
- 36 tödliche Rivalen (36 Quai des Orfèvres) – Regie: Olivier Marchal
- Die Kinder des Monsieur Mathieu (Les choristes) – Regie: Christophe Barratier
- Das Leben ist seltsam (Rois et reine) – Regie: Arnaud Desplechin
- Mathilde – Eine große Liebe (Un long dimanche de fiançailles) – Regie: Jean-Pierre Jeunet

2006
Der wilde Schlag meines Herzens (De battre mon coeur s’est arrêté) – Regie: Jacques Audiard
- Eine fatale Entscheidung (Le petit lieutenant) – Regie: Xavier Beauvois
- Geh und lebe (Va, vis et deviens) – Regie: Radu Mihăileanu
- Das Kind (L’enfant) – Regie: Jean-Pierre und Luc Dardenne
- Merry Christmas (Joyeux Noël) – Regie: Christian Carion

2007
Lady Chatterley – Regie: Pascale Ferran
- Chanson d’Amour (Quand j’étais chanteur) – Regie: Xavier Giannoli
- Kein Sterbenswort (Ne le dis à personne) – Regie: Guillaume Canet
- Keine Sorge, mir geht’s gut (Je vais bien, ne t’en fais pas) – Regie: Philippe Lioret
- Tage des Ruhms (Indigènes) – Regie: Rachid Bouchareb

2008
Couscous mit Fisch (La graine et le mulet) – Regie: Abdellatif Kechiche
- Ein Geheimnis (Un secret) – Regie: Claude Miller
- Persepolis – Regie: Vincent Paronnaud und Marjane Satrapi
- Schmetterling und Taucherglocke (La scaphandre et le papillon) – Regie: Julian Schnabel
- La vie en rose (La môme) – Regie: Olivier Dahan

2009
Séraphine – Regie: Martin Provost
- C’est la vie – So sind wir, so ist das Leben (Le premier jour du reste de ta vie) – Regie: Rémi Bezançon
- Die Klasse (Entre les murs) – Regie: Laurent Cantet
- Public Enemy No. 1 – Mordinstinkt (Mesrine: L’instinct de mort) und Public Enemy No. 1 – Todestrieb (Mesrine: L’ennemi public n°1) – Regie: Jean-François Richet
- So ist Paris (Paris) – Regie: Cédric Klapisch
- So viele Jahre liebe ich dich (Il y a longtemps que je t’aime) – Regie: Philippe Claudel
- Ein Weihnachtsmärchen (Un conte de Noël) – Regie: Arnaud Desplechin

## 2010er-Jahre
2010
Ein Prophet (Un prophète) – Regie: Jacques Audiard
- Heute trage ich Rock! (La journée de la jupe) – Regie: Jean-Paul Lilienfeld
- Das Konzert (Le concert) – Regie: Radu Mihăileanu
- Lösegeld (Rapt) – Regie: Lucas Belvaux
- Der Retter (À l’origine) – Regie: Xavier Giannoli
- Vorsicht Sehnsucht (Les herbes folles) – Regie: Alain Resnais
- Welcome – Regie: Philippe Lioret

2011
Von Menschen und Göttern (Des hommes et des dieux) – Regie: Xavier Beauvois
- Der Auftragslover (L’arnacœur) – Regie: Pascal Chaumeil
- Gainsbourg – Der Mann, der die Frauen liebte (Gainsbourg (Vie héroïque)) – Regie: Joann Sfar
- Der Ghostwriter (The Ghost Writer) – Regie: Roman Polański
- Mammuth – Regie: Benoît Delépine und Gustave Kervern
- Der Name der Leute (Le nom des gens) – Regie: Michel Leclerc
- Tournée – Regie: Mathieu Amalric

2012
The Artist – Regie: Michel Hazanavicius
- Der Aufsteiger (L’exercice de l’état) – Regie: Pierre Schoeller
- Le Havre – Regie: Aki Kaurismäki
- Das Leben gehört uns (La guerre est déclarée) – Regie: Valérie Donzelli
- Poliezei (Polisse) – Regie: Maïwenn
- Pater – Regie: Alain Cavalier
- Ziemlich beste Freunde (Intouchables) – Regie: Olivier Nakache und Éric Toledano

2013
Liebe (Amour) – Regie: Michael Haneke
- Camille – Verliebt nochmal! (Camille redouble) – Regie: Noémie Lvovsky
- Der Geschmack von Rost und Knochen (De rouille et d’os) – Regie: Jacques Audiard
- Holy Motors – Regie: Leos Carax
- In ihrem Haus (Dans la maison) – Regie: François Ozon
- Leb wohl, meine Königin! (Les adieux à la reine) – Regie: Benoît Jacquot
- Der Vorname (Le prénom) – Regie: Matthieu Delaporte und Alexandre de la Patellière

2014
Maman und ich (Les garçons et Guillaume, à table!) – Regie: Guillaume Gallienne
- 9 mois ferme – Regie: Albert Dupontel
- Blau ist eine warme Farbe (La vie d’Adèle – Chapitre 1 & 2) – Regie: Abdellatif Kechiche
- Der Fremde am See (L’inconnu du lac) – Regie: Alain Guiraudie
- Jimmy P. – Psychotherapie eines Indianers (Jimmy P. (Psychothérapie d’un Indien des plaines)) – Regie: Arnaud Desplechin
- Le passé – Das Vergangene (Le passé) – Regie: Asghar Farhadi
- Venus im Pelz (La vénus à la fourrure) – Regie: Roman Polański

2015
Timbuktu – Regie: Abderrahmane Sissako
- Eastern Boys – Endstation Paris (Eastern Boys) – Regie: Robin Campillo
- Hippokrates und ich (Hippocrate) – Regie: Thomas Lilti
- Liebe auf den ersten Schlag (Les combattants) – Regie: Thomas Cailley
- Saint Laurent – Regie: Bertrand Bonello
- Verstehen Sie die Béliers? (La famille Bélier) – Regie: Éric Lartigau
- Die Wolken von Sils Maria (Clouds of Sils Maria) – Regie: Olivier Assayas

2016
Fatima – Regie: Philippe Faucon
- Dämonen und Wunder (Dheepan) – Regie: Jacques Audiard
- Madame Marguerite oder die Kunst der schiefen Töne (Marguerite) – Regie: Xavier Giannoli
- Mein ein, mein alles (Mon roi) – Regie: Maïwenn
- Meine goldenen Tage (Trois souvenirs de ma jeunesse) – Regie: Arnaud Desplechin
- Mustang – Regie: Deniz Gamze Ergüven
- La tête haute – Regie: Emmanuelle Bercot
- Der Wert des Menschen (La loi du marché) – Regie: Stéphane Brizé

2017
Elle – Regie: Paul Verhoeven
- Agnus Dei – Die Unschuldigen (Les innocentes) – Regie: Anne Fontaine
- Divines – Regie: Houda Benyamina
- Die feine Gesellschaft (Ma loute) – Regie: Bruno Dumont
- Frantz – Regie: François Ozon
- Die Frau im Mond – Erinnerung an die Liebe (Mal de pierres) – Regie: Nicole Garcia
- Victoria – Männer & andere Missgeschicke (Victoria) – Regie: Justine Triet

2018
120 BPM (120 battements par minute) – Regie: Robin Campillo
- Au revoir là-haut – Regie: Albert Dupontel
- Barbara – Regie: Mathieu Amalric
- Bloody Milk (Petit paysan)  – Regie: Hubert Charuel
- Die brillante Mademoiselle Neïla (Le brio) – Regie: Yvan Attal
- Das Leben ist ein Fest (Le sens de la fête) – Regie: Éric Toledano und Olivier Nakache
- Lieber leben (Patients) – Regie: Grand Corps Malade und Mehdi Idir

2019
Nach dem Urteil (Jusqu’à la garde) – Regie: Xavier Legrand
- Ein Becken voller Männer (Le grand bain) – Regie: Gilles Lellouche
- Guy – Regie: Alex Lutz
- In sicheren Händen (Pupille) – Regie: Jeanne Herry
- Lieber Antoine als gar keinen Ärger (En liberté!) – Regie: Pierre Salvadori
- Der Schmerz (La douleur) – Regie: Emmanuel Finkiel
- The Sisters Brothers – Regie: Jacques Audiard

## 2020er-Jahre
2020
Die Wütenden – Les Misérables (Les misérables) – Regie: Ladj Ly
- Alles außer gewöhnlich (Hors normes) – Regie: Éric Toledano und Olivier Nakache
- Gelobt sei Gott (Grâce à Dieu) – Regie: François Ozon
- Intrige (J’accuse) – Regie: Roman Polański
- Porträt einer jungen Frau in Flammen (Portrait de la jeune fille en feu) – Regie: Céline Sciamma
- Im Schatten von Roubaix (Roubaix, une lumière) – Regie: Arnaud Desplechin
- Die schönste Zeit unseres Lebens (La belle époque) – Regie: Nicolas Bedos

2021
Was dein Herz dir sagt – Adieu ihr Idioten! (Adieu les cons) – Produktion: Catherine Bozorgan, Regie: Albert Dupontel
- Jugend (Adolescentes) – Produktion: Muriel Meynard, Regie: Sébastien Lifshitz
- Leichter gesagt als getan (Les choses qu’on dit, les choses qu’on fait) – Regie: Emmanuel Mouret, Produktion: Frédéric Niedermayer
- Mein Liebhaber, der Esel & Ich (Antoinette dans les Cévennes) – Produktion: Laetitia Galitzine und Aurélie Trouvé-Rouvière, Regie: Caroline Vignal
- Sommer 85 (Été 85) – Produktion: Eric Altmayer und Nicolas Altmayer, Regie: François Ozon

2022
Verlorene Illusionen (Illusions perdues) – Regie: Xavier Giannoli
- Aline – The Voice of Love (Aline) – Regie: Valérie Lemercier
- Annette – Regie: Leos Carax
- Bac Nord – Bollwerk gegen das Verbrechen (BAC Nord) – Regie: Cédric Jimenez
- Das Ereignis (L’événement) – Regie: Audrey Diwan
- In den besten Händen (La fracture) – Regie: Catherine Corsini
- Onoda – 10.000 Nächte im Dschungel (Onoda, 10 000 nuits dans la jungle) – Regie: Arthur Harari

2023
In der Nacht des 12. (La nuit du 12) – Regie: Dominik Moll
- Forever Young (Les amandiers) – Regie: Valeria Bruni Tedeschi
- Verkehrte Welt (L’innocent)  – Regie: Louis Garrel
- Das Leben ein Tanz (En corps) – Regie: Cédric Klapisch
- Pacifiction (Pacifiction: Tourment sur les îles) – Regie: Albert Serra

2024
Anatomie eines Falls (Anatomie d’une chute) – Regie: Justine Triet
- All eure Gesichter (Je verrai toujours vos visages) – Regie: Jeanne Herry
- Animalia (Le règne animal) – Regie: Thomas Cailley
- Schrottplatzköter (Chien de la casse) – Regie: Jean-Baptiste Durand
- Der Fall Goldman (Le procès Goldman) – Regie: Cédric Kahn

2025
Emilia Pérez – Regie: Jacques Audiard
- Der Graf von Monte Christo (Le Comte de Monte-Cristo) – Regie: Matthieu Delaporte, Alexandre de La Patellière
- L’histoire de Souleymane – Regie: Boris Lojkine
- Die leisen und die großen Töne (En fanfare) – Regie: Emmanuel Courcol
- Misericordia (Miséricorde) – Regie: Alain Guiraudie